# Alexandre Antonin Taché
Alexandre Antonin Taché (Rivière-du-Loup, 23 luglio 1823 – Winnipeg, 22 giugno 1894) è stato un missionario e arcivescovo cattolico canadese.

## Biografia

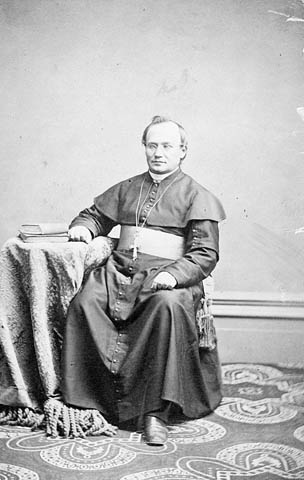
L'arcivescovo Alexandre Antonin Taché in una foto d'epoca

Nacque a Rivière-du-Loup, nella provincia del Quebec, il 23 luglio 1823, da Charles Taché, un mercante, e Louise-Henriette de Labroquerie, un discendente dei famosi esploratori Louis Jolliet e Gaultier de Varennes. Quando suo padre morì nel gennaio del 1826, la vedova Taché fu costretto a tornare nella sua casa di famiglia a Boucherville. Il giovane Alexandre era cresciuto lì sotto la cura di suo zio, in una casa dove le arti, lo studio e la fede cattolica facevano parte del vita quotidiana. Ha frequentato il seminario minore di Saint-Hyacinthe a partire dal settembre 1833. Mentre lì Taché ha iniziato a sentire la chiamata religiosa, che è stata guidata e supportata dalla madre e dalla facoltà della scuola. Decidendo di voler diventare sacerdote, dopo la laurea dal seminario, entrò nel Seminario maggiore, diretto dai padri sulpiziani a Montréal, dove iniziò i suoi studi per l'ordinazione.
Taché suscitò una favorevole impressione sui frati e sul vescovo di Montréal Ignace Bourget. Prima ancora di aver completato gli studi teologici, il vescovo lo nominò reggente del collegio di Chambly e nel gennaio 1844, professore di matematica nella sua vecchia scuola a Saint-Hyacinthe. Dal suo incontro con la nuova comunità dei Missionari oblati di Maria Immacolata dalla Francia nel dicembre del 1841, Taché si sentì attratto dal loro modo di vivere. Quando completò i suoi studi nel Seminario nel 1844, iniziò a considerare di unirsi alla congregazione, sentendo il desiderio di predicare al popolo dell'Occidente, che era stato reso noto alla colonia francese dalle esplorazioni dei suoi stessi antenati. Nonostante le obiezioni della sua famiglia (con l'eccezione di sua madre), entrò nel noviziato degli Oblati a Longueuil nell'autunno di quell'anno.

## La vita come missionario
Taché espresse presto il desiderio di predicare alla popolazione nativa americana dell'ovest. Al completamento del suo noviziato nel 1845, anche se era ancora solo un suddiacono, fu inviato dai suoi superiori a Saint Boniface (Winnipeg) nella Colonia di Red River, oggi nella provincia di Manitoba, accompagnando padre Pierre Aubert, O.M.I., che doveva organizzare la missione degli Oblati in quella regione. Partirono da Montréal il 25 giugno, percorrendo l'intera distanza di 1.400 miglia fino a Saint Boniface in canoa, arrivando il 25 agosto successivo. Lavorarono con il vescovo Joseph Norbert Provencher, il nuovo vicario apostolico dei Territori del Nord-Ovest.
Taché fu ordinato diacono una settimana dopo, e il 12 ottobre 1845 fu ordinato sacerdote. Il giorno dopo Taché cominciò ad esercitare il ruolo di Oblato ad Aubert. Studiò le basi della lingua Ojibwe e fu inviato per iniziare una missione a Île-à-la-Crosse. Più tardi, divenne anche esperto in Cree e Athabaskan.

## Episcopato
Nel 1847, la Santa Sede eresse la diocesi di Saint-Boniface e nominò Joseph Norbert Provencher primo vescovo. Nel giugno del 1850, Taché fu nominato vescovo titolare di Arata e vescovo coadiutore di Provencher, quando aveva solo 27 anni. Tuttavia, non ricevette la notizia della sua nomina fino al gennaio del 1851. Fu consacrato vescovo il 23 novembre 1851 a Marsiglia, in Francia, da Eugène de Mazenod, fondatore dei Missionari Oblati e futuro santo.
Provencher morì il 7 giugno 1853 e Taché gli succedette automaticamente come vescovo di Saint-Boniface. Gli anni seguenti videro Taché al servizio di una vasta regione di cui circa la metà della popolazione era cattolica. Fu coinvolto negli anni difficili in cui i Territori furono assorbiti dal Canada. Ha anche viaggiato in Europa, dove ha cercato assistenza dalla sua congregazione. Richiedeva fondi e volontari, fra cui più importanti furono Costantino Scollen ed Emile Petitot che andarono in Canada con lui nel 1862. Nei disordini tra la gente di Métis nel processo politico, fu chiamato dal governo federale ad agire come suo rappresentante per evitare la possibilità di una guerra civile. Fu convocato a Roma nel 1870 per partecipare al Concilio Vaticano I e per raggiungere i leader di Métis che stavano guidando una ribellione contro il governo canadese. Tuttavia, la politica degli oblati di incoraggiare le famiglie cattoliche a stabilirsi nella patria di Métis e dei nativi significava che aveva poca influenza e non era in grado di impedire la "Riel Rebellion" del 1885.
Nel settembre del 1871, la Santa Sede elevò la diocesi di Saint-Boniface ad arcidiocesi, e Taché divenne il primo arcivescovo di Saint-Boniface. Voleva incoraggiare le famiglie cattoliche a stabilirsi nel nord-ovest e dal 1872 impiegò don Albert Lacombe come reclutatore di famiglie dal Canada orientale e dagli Stati Uniti e in seguito dall'Europa. Taché morì a Saint Boniface nel 1894. La città rurale di Tache e la Tache Avenue a Saint Boniface portano il suo nome.

## Genealogia episcopale e successione apostolica
La genealogia episcopale è:
- Cardinale Scipione Rebiba
- Cardinale Giulio Antonio Santori
- Cardinale Girolamo Bernerio, O.P.
- Arcivescovo Galeazzo Sanvitale
- Cardinale Ludovico Ludovisi
- Cardinale Luigi Caetani
- Cardinale Ulderico Carpegna
- Cardinale Paluzzo Paluzzi Altieri degli Albertoni
- Papa Benedetto XIII
- Papa Benedetto XIV
- Papa Clemente XIII
- Cardinale Marcantonio Colonna
- Cardinale Giacinto Sigismondo Gerdil, B.
- Cardinale Giulio Maria della Somaglia
- Cardinale Carlo Odescalchi, S.I.
- Vescovo Eugène de Mazenod, O.M.I.
- Arcivescovo Alexandre Antonin Taché

La successione apostolica è:
- Arcivescovo Pierre-Emile-Jean-Baptiste-Marie Grouard, O.M.I. (1891)